# Museo Smetana
Il Museo Bedřich Smetana (in ceco Muzeum Bedřicha Smetany) è situato nella Città Vecchia di Praga, dedicato a Bedřich Smetana.
Situato sulla riva della Moldava in prossimità del Ponte Carlo, l'edificio che ospita il museo in stile rinascimentale è stato, in epoca più antica, una centrale idrica. Qui sono conservati spartiti, lettere, documenti e oggetti appartenenti al compositore ceco.